# Ferdynand Weigel
Ferdynand Weigel (ur. 31 grudnia 1826 we Lwowie, zm. 28 czerwca 1901 tamże) – polski adwokat i polityk, luteranin, członek honorowy Towarzystwa Gimnastycznego „Sokół” w Krakowie.
W 1851 ukończył studia prawnicze na Uniwersytecie Lwowskim, od 1853 zamieszkał w Krakowie, prowadząc kancelarię adwokacką. W 1854 został sekretarzem UJ, aktywnie walcząc o jego repolonizację. Od 1866 zasiadał w Radzie Miejskiej Krakowa, trzykrotnie kandydując na stanowisko prezydenta miasta. W latach 1872–1881 był wiceprezydentem, a w 1881 został prezydentem Krakowa. Miastem rządził do 1884. Od 1865 roku Sekretarz krakowskiej Izby Przemysłowo-Handlowej. Zanim został posłem, był współpracownikiem krakowskiego Czasu, gdzie prowadził dział "Gospodarstwo Przemysł". Kraków zawdzięcza mu budowę wodociągów i uruchomienie konnego tramwaju. Od 1869 był posłem do Sejmu Krajowego (zmarł w czasie jego obrad). Ponadto w latach 1870-1881 (5 kadencji) oraz 1891-1901 był posłem do austriackiej Rady Państwa, wybierany początkowo z kurii Izb przemysłowo-handlowych, a potem (od 1873) z kurii miast większych, z miasta Krakowa.
Otrzymał honorowe obywatelstwo Jasła.
Został pochowany 2 lipca 1901 roku jako były prezydent na koszt miasta Krakowa  na cmentarzu Rakowickim.

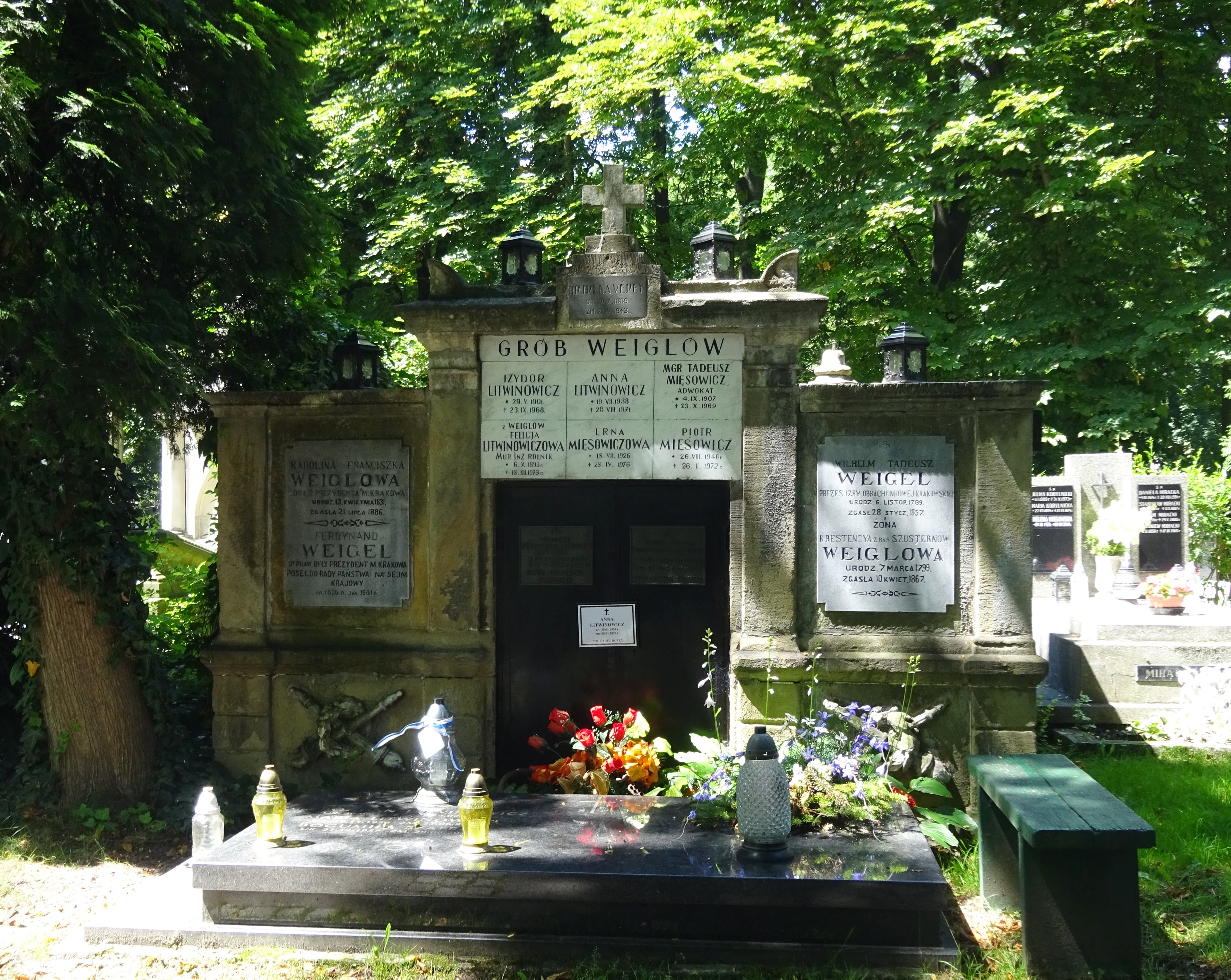
Grobowiec Ferdynanda Weigla na cmentarzu Rakowickim w Krakowie (pas 12, wsch.).